# 大枝幹也
大枝 幹也（おおえだ みきや、1960年11月8日 - ）は、東京都出身の元騎手（地方・新潟→足利→上山→金沢所属）。

## 経歴
1978年9月29日の新潟第1競走・インターピース（9頭中7着）で初騎乗を果たし、10月7日の新潟第10競走・カリヤジヨウで初勝利を挙げる  。
リーディングを獲得することは無かったが、渡辺正治・森川一二三・向山牧と共に新潟の名手の一人で、水沢や上山で行われる交流競走などで活躍。五十嵐剛紹と共に大舞台での活躍は目覚ましく、1985年・1986年・1989年・1991年には『韓日ジョッキーカップ』、1993年・1995年には『ニイガタジョッキーカップ』と韓国の騎手交流競走に6度出場。
1980年代には四白流星、垢抜けた馬体から「新潟の貴公子」と呼ばれたイチコウハヤタケとのコンビで活躍。華麗な逃げでファンを魅了し 、渡辺・セントエリアスのコンビと共に県競馬の黄金時代を支える。1983年の東北優駿では熱発など長距離輸送が応えて最悪な状態の中、2着馬を5馬身も引き離して勝ち、桁違いのスピードを見せた。新潟グランプリでは半馬身差で勝利し、4歳馬として初めて同レースを制した。
1987年にはダンシングジオットで新潟ダービー・東北優駿を制し、最初に両ダービーを制した馬となった。マツケンストロングでは新潟ジュニアカップ・東北サラブレッド3歳チャンピオンを制し、競馬ブック合同フリーハンデではオグリキャップよりも上位にランクイン。
1990年代にはタケデンファイターとのコンビで活躍し、1990年には新潟グランプリ、1993年には豊栄記念などを制す 。特に1991年の北日本マイルチャンピオンシップ南部杯では向正面で先頭に立ち、グレートホープ（岩手）に半馬身の差を付け逃げ切り、新潟所属馬唯一の南部杯制覇をもたらす。1994年の三条記念では向山を背に大逃げを打つウォータールージュを、ゴール寸前で並び、半馬身交わして優勝。
1990年には後に中央に移籍してラジオたんぱ賞3着のフライトピアで新潟ジュニアカップを制し、1993年にはフライトピアの弟サンシャインホースでマツケンストロング以来となる新潟ジュニアカップ・東北サラブレッド3歳チャンピオン制覇を達成。
1998年にはイチコウワールドで新潟アラブ大賞典連覇と新潟平成カップ制覇、1999年にはストロングゲイルで新潟アラブ優駿を7馬身差快勝する。
2000年12月9日の新潟第8競走サラ4才A2特別では11頭中10番人気のタッチダウンパスが勝利するが、大枝は7番人気のストロングジニアスに騎乗して2着に突っ込み、馬複136,110円と県競馬レコードを作った。
2001年にはファーディナンド産駒コンプリートアゲンで東北ジュニアグランプリを逃げ切り、県競馬所属馬の芝と盛岡初勝利を決めたほか、単勝27.6倍、8番人気で穴を開けた。12月15日の新潟第4競走2歳C1イ・ワイエスリーダーが県競馬時代最後の勝利となり、2002年1月4日は新潟第1競走3歳C1ロ・ストロングブレイブ（9頭中5着）が最後の騎乗となった。　
廃止後は足利に移籍し、2月14日の宇都宮第1競走3歳・アップルコマンダーで移籍後初勝利を挙げるが、この1勝に終わる。
5月18日には1日だけ盛岡で騎乗し、同年6月からは上山に移籍 。初騎乗日となった同9日は第1競走2歳A1・ナイスレディー、第5競走B3・チャンピオンマサルで1日2勝を挙げた  。
2003年には金沢に移籍し、4月7日の第10競走アラ系B・ピアドエンブレムで金沢初勝利を挙げる  。2004年は7月19日の第5競走C2 5をワイドサンクスで逃げ切ったのが現役最後の勝利、同27日の第3競走C3 9・サクララブリイ（11頭中7着）が現役最後の騎乗となった 。同年引退 。
引退後は予想会社の広告に登場することもあったが、現在は栃木県那須塩原市の地方競馬教養センターA棟で大枝ステーブルを運営。

## 通算成績
- 地方 - 12331戦1663勝 勝率13.5% 連対率26.8%
- 中央 - 19戦0勝

主な騎乗馬
- サクラヒロシ（1980年新潟優駿）
- コシジプリンス（1980年砂山賞）
- ヒデノセンプー（1980年アラブ王冠）
- コシジカンセイ（1982年砂山賞）
- イチコウハヤタケ（1983年新潟皐月賞・東北優駿・新潟グランプリ・青山記念、1984年, 1985年, 1987年金蹄賞、1985年, 1986年朱鷺大賞典、1984年若草賞、1985年東北サラブレッド大賞典、1987年三条記念）
- サウンドランサー（1983年新潟アラブ優駿）
- ハイストレツチ（1983年豊栄記念）
- リチヤード（1984年新潟ジュニアカップ）
- ハラスポート（1985年東北アラブチャンピオン）
- イチコウイナズマ（1986年新潟アラブ大賞典）
- ローレルスーパー（1986年アラブ王冠）
- ダンシングジオット（1987年新潟ダービー・東北優駿）
- アサクラドラゴン（1987年若駒賞）
- マツケンストロング（1987年新潟ジュニアカップ）
- イチコウエンライ（1988年若駒賞、1989年新潟アラブ優駿）
- ツカサトキオー（1990年青山記念）
- キョウエイホクト（1990年朱鷺大賞典）
- タケデンファイター（1990年新潟グランプリ、1991年迎春賞・北日本マイルチャンピオンシップ南部杯、1993年豊栄記念、1994年三条記念）
- フライトピア（1990年新潟ジュニアカップ）
- シャーパンスパート（1990年アラブ王冠）
- イチコウタケチヨ（1991年銀蹄賞）
- ストロングマドンナ（1992年アラブ栄冠）
- スノーコンコルド（1993年新潟アラブ優駿・東北アラブダービー）
- サンシャインホース（1993年新潟ジュニアカップ）
- マジックガール（1994年新潟ジュニアカップ）
- グレートブイ（1996年砂山賞）
- イチコウワールド（1997年, 1998年新潟アラブ大賞典、1997年アラブ王冠、1998年新潟平成カップ、1999年銀蹄賞）
- オルテブラボー（1997年アラブ栄冠）
- ストロングゲイル（1999年新潟アラブ優駿）
- コンプリートアゲン（2001年東北ジュニアグランプリ）